# محافظة زافخان
محافظة زافخان (بالإنجليزية: Zavkhan Province)‏ هي محافظة في منغوليا، تتبع منغوليا، بلغ عدد سكانها 65٬481 نسمة، في 2011، عاصمتها ألياستاي، تبلغ مساحتها 82٬456 كيلومتر مربع.

## الموقع
تشترك في الحدود مع:
- توفا
- محافظة غوفي-ألتاي
- مقاطعة خوفدي
- محافظة خوفسغول
- محافظة أرخانغاي
- محافظة بايانخونغور
- محافظة أوفس.

## التقسيمات الإدارية
- Aldarkhaan, Zavkhan [الإنجليزية]‏
- Asgat, Zavkhan [الإنجليزية]‏
- Bayankhairkhan, Zavkhan [الإنجليزية]‏
- Bayantes, Zavkhan [الإنجليزية]‏
- Dörvöljin, Zavkhan [الإنجليزية]‏
- Erdenekhairkhan, Zavkhan [الإنجليزية]‏
- Ider, Zavkhan [الإنجليزية]‏
- Ikh-Uul, Zavkhan [الإنجليزية]‏
- Nömrög, Zavkhan [الإنجليزية]‏
- Otgon, Zavkhan [الإنجليزية]‏
- Santmargats, Zavkhan [الإنجليزية]‏
- Shilüüstei, Zavkhan [الإنجليزية]‏
- Songino, Zavkhan [الإنجليزية]‏
- Telmen, Zavkhan [الإنجليزية]‏
- Tes, Zavkhan [الإنجليزية]‏
- Tosontsengel, Zavkhan [الإنجليزية]‏
- Tsagaanchuluut, Zavkhan [الإنجليزية]‏
- Tsagaankhairkhan, Zavkhan [الإنجليزية]‏
- Tsetsen-Uul, Zavkhan [الإنجليزية]‏
- Tüdevtei, Zavkhan [الإنجليزية]‏
- ألياستاي
- Urgamal, Zavkhan [الإنجليزية]‏
- Yaruu, Zavkhan [الإنجليزية]‏
- Zavkhanmandal, Zavkhan [الإنجليزية]‏.

## أعلام
- ناميلين بايارسايخان
- بونسالماغيين أوتشيربات